# Fraccionamiento Misión de San Miguel
Fraccionamiento Misión de San Miguel är en ort i Mexiko.   Den ligger i kommunen Ciudad Valles och delstaten San Luis Potosí, i den centrala delen av landet, 280 km norr om huvudstaden Mexico City. Fraccionamiento Misión de San Miguel ligger 72 meter över havet och antalet invånare är 227.
Terrängen runt Fraccionamiento Misión de San Miguel är huvudsakligen platt, men norrut är den kuperad. Runt Fraccionamiento Misión de San Miguel är det ganska tätbefolkat, med 78 invånare per kvadratkilometer. Närmaste större samhälle är Ciudad Valles, 2,4 km norr om Fraccionamiento Misión de San Miguel. Omgivningarna runt Fraccionamiento Misión de San Miguel är en mosaik av jordbruksmark och naturlig växtlighet.